# Kurt Student
Kurt Student (Birkholz, 12 maggio 1890 – Lemgo, 1º luglio 1978) è stato un generale tedesco della Luftwaffe.
Fu uno dei più brillanti generali tedeschi durante la seconda guerra mondiale, e con Heinz Guderian condivise il ruolo di grande innovatore delle tecniche e delle strategie di combattimento: egli fu infatti il creatore dei paracadutisti e delle truppe aviotrasportate tedesche.

## Biografia
Student iniziò la carriera militare da giovanissimo entrando, a soli undici anni, alla scuola militare reale prussiana di Potsdam. Allo scoppio della prima guerra mondiale riuscì a far parte dei primi reparti (Feldflieger Abteilung o FFA) della neonata aeronautica militare imperiale, allora ancora parte del Deutsches Heer.
Dopo aver combattuto nella FFA 17, volando con velivoli biposto Albatros sul fronte orientale, dal giugno 1916 fu trasferito a un'unità Fokkerstaffel, equipaggiata con monoplani Fokker Eindecker quindi, caduto in combattimento il suo comandante, gli fu affidato il comando della Jagdstaffel 9 (Jagdstaffel, squadriglia da caccia, o abbreviato Jasta), ma durante un combattimento aereo rimase gravemente ferito.
Alla fine del conflitto, ricevuto il grado di Hauptmann (capitano), gli fu affidato il comando della Fliegerzentrale, una scuola di volo a vela che doveva fungere da surrogato per consentire l'addestramento dei piloti militari a dispetto dei trattati imposti dal trattato di Versailles. Nel 1935 Student si recò in Unione Sovietica, dove, poté assistere ad una esercitazione di truppe aviotrasportate sovietiche, l'anno successivo si occupò dell'organizzazione della neonata scuola di paracadutismo di Stendal.
Quando agli inizi del 1938 gli fu affidato il comando della 7ª Divisione aerea in fase di formazione a Münster, Student aveva già ben chiaro il ruolo che i suoi uomini avrebbero assunto nell'imminente conflitto. Alla fine dello stesso anno fu nominato ispettore delle forze aviotrasportate e poté contare, oltre che sulla 7ª Divisione aviotrasportata della Luftwaffe, sulla 22ª Divisione da sbarco dell'esercito.
I comandi alleati furono colti di sorpresa quando i tedeschi impiegarono i paracadutisti di Student nella conquista di Danimarca e Norvegia (operazione Weserübung, aprile 1940); ma ancor di più quando conquistarono la fortezza belga, ritenuta inespugnabile, di Eben-Emael, durante la campagna di Francia. Nel 1941 Student organizzò e pianificò la conquista di Creta, che nonostante il successo, costò caro in termini di uomini ai tedeschi. 
Da allora Student pianificò varie operazioni per impiegare le sue forze, a Malta, a Gibilterra, o in Africa settentrionale, tuttavia Hitler non prese mai seriamente in considerazione l'utilizzo di forze aviotrasportate da impiegare autonomamente.
Nel 1943 Student pianificò la spettacolare liberazione di Mussolini dal Gran Sasso, anche se il successo dell'operazione Quercia è stato sempre erroneamente attribuito ad Otto Skorzeny.
Trasferito in Italia ed in Francia, prese parte, insieme ai suoi uomini, alla difesa della Normandia nel 1944. 
Ottenuto il comando della 1ª Armata aviotrasportata, riuscì a contenere l'offensiva alleata su Arnhem (avvenuta all'interno dell'operazione dal nome in codice operazione Market Garden). Dopo un breve periodo sul fronte orientale, venne catturato nello Schleswig-Holstein dalle truppe britanniche nell'aprile 1945. 
Giudicato colpevole di crimini di guerra per fatti riguardanti l'invasione di Creta, venne condannato a cinque anni di prigione. Liberato nel 1948 si ritirò in Vestfalia, dove morì nel luglio 1978.

## Crimini di guerra
Kurt Student, durante la battaglia di Creta, ordinò l'uccisione di più di 100 civili come rappresaglia ad attacchi e mutilazioni eseguite ai danni di paracadutisti tedeschi rimasti impigliati negli alberi durante la fase di atterraggio. Student venne incriminato per la sua decisione da un tribunale britannico nel 1946, ma successivamente gli venne condonata la pena e tornò uomo libero nel 1948.